# ملعب جامعة الملك خالد
ملعب جامعة الملك خالد، هو ملعب كرة قدم في السعودية مملوك لجامعة الملك خالد. من المقرر أن تبدأ أعمال تطويره في عام 2030م، ويتوقع أن تنتهي في عام 2032م.
يتواجد ملعب جامعة الملك خالد جنوب شرق مدينة أبها. ومن المقرر أن يشهد الملعب أعمال توسعة بدءًا من عام 2030م بهدف زيادة طاقته الاستيعابية لتصل إلى أكثر من 45 ألف متفرج بهدف استضافة عدد من مباريات كأس العالم 2034 وتركز عملية تجديد الملعب على تحديث البنية التحتية مع مراعاة السياق التاريخي للملعب. وبعد البطولة، سيحتضن الملعب أحد أندية كرة قدم المحترفين، وسيكون متاحًًا للاستخدام من قبل الجامعة والمجتمع المحلي.